# Ядвіга Лопата
Ядвіга Лопата — польська громадська діячка, що займається діяльністю, спрямованою на збереження культурних і природних цінностей польського села та сприяння екологічному сільському господарству та агротуризму. Вона живе у м. Стришів у Малопольському воєводстві, де веде екологічне господарство. У минулому програмістка, з 1980-х років долучається до діяльності з охорони сільськогосподарських угідь.

## Громадська активність
Засновниця (у 1993 р.) і майже 10 років президент польського відділення Європейського екологічного центру сільського господарства та туризму в Польщі ECEAT. Разом із сером Джуліаном Роузом створила Міжнародну коаліцію для захисту польського села (ICPPC), штаб-квартира якої ICPPC Ecocentrum розташована у Стришові поблизу Вадовіце. 2011 року ICPPC Ecocentrum була удостоєна Національної премії Energy Globe як один із найкращих екологічних проектів у світі та відзнака в категорії еко-дизайн у конкурсі «Еко-лідери 20-річчя».
Ядвіга сриймала участь у підготовці навчання для жителів сільської місцевості з питань екології, екотуризму та регіональних продуктів.
Завдяки її проєктам по всій Польщі була створена мережа органічних ферм.

## Відзнаки
За свою діяльність у 2002 році вона була першою людиною з Польщі, яка була удостоєна премії Goldman Award, тобто, екологічну Нобелівська премія. У 2009 році отримала найвищу державну нагороду за громадську діяльність «Золотий хрест заслуги». У 2008 році відзначена премією «Людина року» від видання Gazeta Krakowska, а в 2016 році отримала звання «Заслуги перед Стришівською ґміною».

## Виноски
1. ↑  ECEAT - Poland, noclegi, pokoje ekoturystyka
2. ↑  Ekocentrum ICPPC
3. ↑  How people from 177 countries save our environment!
4. ↑  Eko-Liderzy 20-lecia | Wojewódzki Fundusz Ochrony Środowiska i Gospodarki Wodnej w Krakowie, архів оригіналу за 2 березня 2017, процитовано 3 травня 2022 [Архівовано 2017-03-02 у Wayback Machine.]
5. ↑  Jadwiga Lopata (англ.)
6. ↑  Jadwiga Łopata - Ekocentrum ICPPC (пол.)
7. ↑  Jadwiga Łopata Człowiekiem Roku 2008 w konkursie „Gazety Krakowskiej”
8. ↑  Z wdzięcznością i uznaniem – Św. Onufry dla Zasłużonych - Gmina Stryszów

## Зовнішні посилання
- Сайт Міжнародної коаліції захисту польського села